# Сальма Паралуело
Сальма Паралуело (ісп. Salma Paralluelo)  — професійна футболістка та легкоатлетка. 
Чемпіонка світу з футболу у складі збірної Іспанії та переможниця Ліги чемпіонів УЄФА у складі «Барселони». Золота призерка у бігу на 400 метрів та командній естафеті на Європейському юнацькому Олімпійському фестивалі.

## Дитинство
Сальма Паралуело народилася 13 листопада 2003 року в іспанському місті Сарагоса. Батько дівчинки за національністю — іспанець, а мати з Екваторіальної Гвінеї.
Свою спортивну кар'єру Сальма розпочала з легкої атлетики. 

## Кар'єра
Паралуело виступала у складі легкоатлетичного клубу «Сан-Хосе» з Сарагоси, а через деякий час перейшла до клубу «Скорпіон-71». Свою першу медаль вона виграла на чемпіонаті Іспанії з легкої атлетики у закритих приміщеннях у 2019 році, здобувши бронзу на дистанції у 400 метрів з результатом 53,83 секунди. Це досі є національним рекордом Іспанії у категоріях до 18 та до 20 років. Її результат дозволив їй взяти участь на чемпіонаті Європи з легкої атлетики у закритих приміщеннях 2019 року, ставши другою наймолодшою спортсменкою в історії після норвежки Хьорсті Тюссе, яка зробила це. 
На відкритому повітрі, у третьому у своєму житті на дистанції 400 метрів забігу з бар'єрами в місті Уельві, Паральюело показала результат у 57,43 секунди та побила національний рекорд серед дівчат до 18 років. Завдяки цьому результату Сальма кваліфікувалася на літній Європейський юнацький Олімпійський фестиваль 2019 року, де виграла дві золоті медалі у бігу на 400 метрів із бар'єрами з результатом — 57,95 секунд.
Як футболістка вона дебютувала у старшій групі «Сарагоси» другого жіночого дивізіону Іспанії, коли їй виповнилося 15 років (це мінімальний вік для участі в національних турнірах). На початку сезону 2019—2020 Паралуело підписала контракт з клубом «Вільяреал». В квітні 2021 року отримала тяжку травму під час матчу і через розрив передньої хрестоподібної зв'язки не приймала участі в змаганнях кілька місяців.

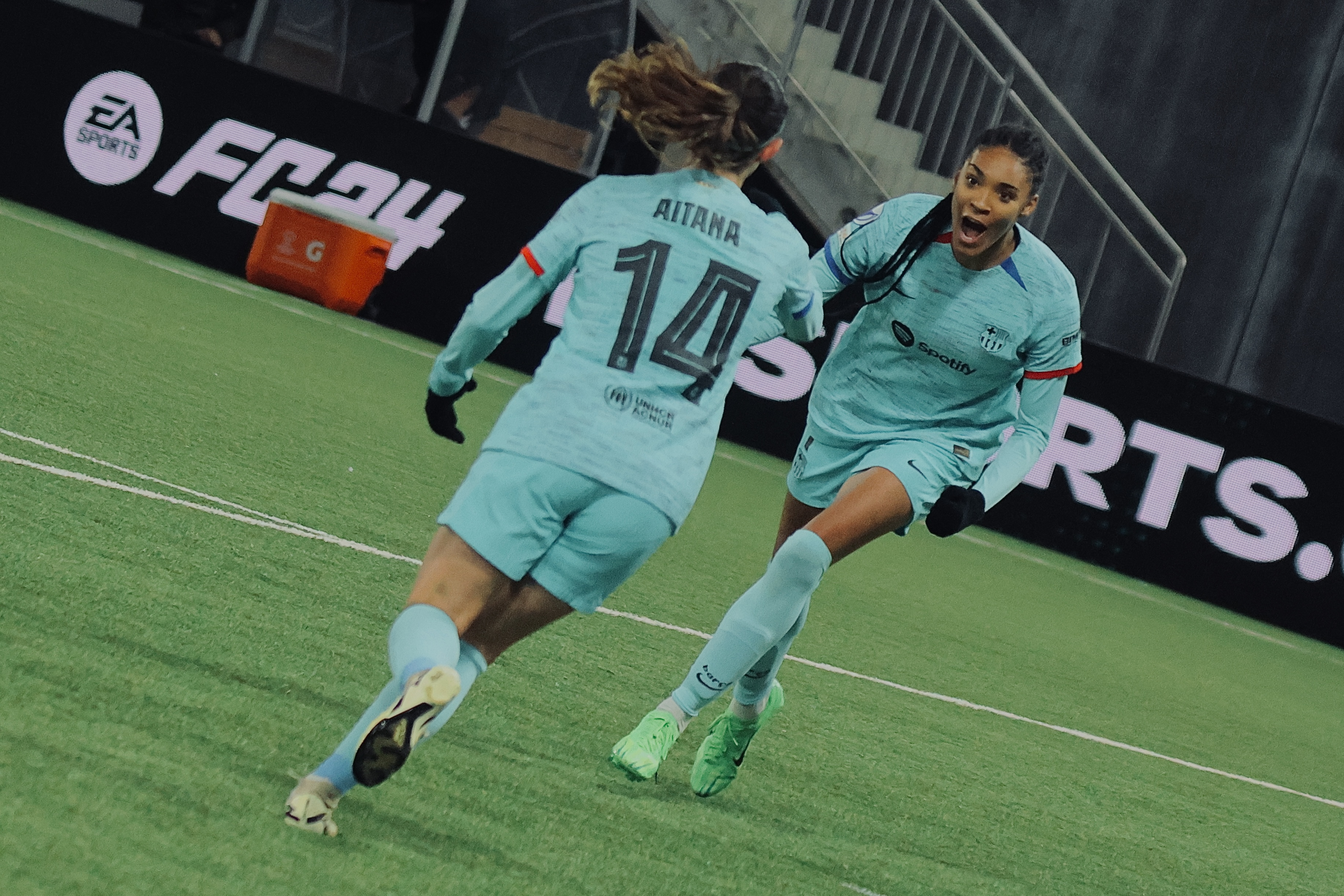
Сальма Паралуело та Айтана Бонматі святкують забитий м'яч у ворота суперниць

У 2022 році Сальма Паралуело підписала контракт з лідером іспанського жіночого футболу — «Барселоною».
Вже через рік у складі каталонської команди вона виграла іспанську Прімеру, Суперкубок Іспанії та Лігу чемпіонів. 
У 2023 та 2024 роках Сальма Паралуело була номенантом на «Золотий м'яч» (фр. Ballon d'Or féminin), але в  обох випадках посіла третє місце та програла боротьбу за цю нагороду своїй партнерці по команді — Айтані Бонматі.

## Виступи за збірну
У 2018 році Сальма Паралуело стала чемпіонкою Європи, а також чемпіонкою світу зі збірною Іспанії до 17 років.
Вона також була частиною команди на переможному чемпіонаті світу U-20. Паралуело була обрана найкращим гравцем у фіналі після того, як забила два голи у ворота Японії.
В тому ж році вона змогла дебютувати й в національній команді, забивши три голи в товариському матчі проти Аргентини. 
На переможному Чемпіонаті світу 2023, що проходив з 20 липня по 20 серпня 2023 року в Австралії та Новій Зеландії, вона стала однією з ключових гравчинь своєї збірної. У чвертьфінальному матчі проти Нідерландів Сальма забила вирішальний гол та була обрана найкращим гравцем матчу. У півфіналі проти Швеції вона забила ще один гол і також була оголошена найкращим гравцем матчу. У фіналі збірна Іспанії обіграла діючих на той момент чемпіонок Європи — збірну Англії.

## Досягнення
Клуб
- Ліги чемпіонів УЄФА
  -  Переможниця (2):  2023, 2024
- Чемпіонка Іспанії
  -  Переможниця (2):  2023, 2024
- Володарка Кубка Іспанії
  -  Переможниця (1): 2024
- Володарка Суперкубка Іспанії
  -  Переможниця (2): 2023, 2024

Збірна
- Кубок Світу:
  -  Переможниця (1): 2023
- Ліга націй УЄФА:
  -  Переможниця (1): 2023—2024

* Чемпіонат Європи до 17 років:
- -  Переможниця (1): 2018

* Чемпіонат світу до 17 років:
- -  Переможниця (1): 2018

* Чемпіонат світу до 20 років:
- -  Переможниця (1): 2022

Легка атлетика
- European Youth Olympic Festival: 
  -  400 метрів із бар'єрами (1):  2019
  -  Командна естафета (1): 2019